# Нігерія на Чемпіонаті світу з водних видів спорту 2015
Нігерія взяла участь у Чемпіонаті світу з водних видів спорту 2015, який пройшов у Казані (Росія) від 24 липня до 9 серпня.

## Плавання
Плавці Нігерії виконали кваліфікаційні нормативи в дисциплінах, які наведено в таблиці (не більш як 2 плавці на одну дисципліну за часом нормативу A, і не більш як 1 плавець на одну дисципліну за часом нормативу B):
Чоловіки
| Спортсмен       | Дисципліна          | Попередній заплив | Попередній заплив | Півфінал        | Півфінал        | Фінал           | Фінал           |
| Спортсмен       | Дисципліна          | Час               | Місце             | Час             | Місце           | Час             | Місце           |
| --------------- | ------------------- | ----------------- | ----------------- | --------------- | --------------- | --------------- | --------------- |
| Іфеакачуку Нмор | 50 м батерфляєм     | 25.91             | 51                | Завершив виступ | Завершив виступ | Завершив виступ | Завершив виступ |
| Іфеакачуку Нмор | 100 м батерфляєм    | 58.48             | 63                | Завершив виступ | Завершив виступ | Завершив виступ | Завершив виступ |
| Самсон Опуакпо  | 50 м вільним стилем | 25.02             | 76                | Завершив виступ | Завершив виступ | Завершив виступ | Завершив виступ |
| Самсон Опуакпо  | 50 м на спині       | 28.70             | 57                | Завершив виступ | Завершив виступ | Завершив виступ | Завершив виступ |

Жінки
| Спортсменка    | Дисципліна   | Попередній заплив | Попередній заплив | Півфінал         | Півфінал         | Фінал            | Фінал            |
| Спортсменка    | Дисципліна   | Час               | Місце             | Час              | Місце            | Час              | Місце            |
| -------------- | ------------ | ----------------- | ----------------- | ---------------- | ---------------- | ---------------- | ---------------- |
| Рейчел Тонджон | 50 м брасом  | 36.10             | 56                | Завершила виступ | Завершила виступ | Завершила виступ | Завершила виступ |
| Рейчел Тонджон | 100 м брасом | 1:21.54           | 64                | Завершила виступ | Завершила виступ | Завершила виступ | Завершила виступ |